# NGC 3630
NGC 3630 (ook: NGC 3645) is een spiraalvormig sterrenstelsel in het sterrenbeeld Leeuw. Het hemelobject werd op 23 februari 1784 ontdekt door de Duits-Britse astronoom William Herschel.

## Synoniemen
- UGC 6349
- MCG 1-29-31
- ZWG 39.124
- PGC 34698